# Иоанн (Дубинский)
Епископ Иоанн (Дубинский; 1680 — 21 января 1743) — епископ Русской православной церкви, епископ Нижегородский и Алатырский.

## Биография
Родился в 1680 году. Окончил Киевскую духовную академию. К 30 годам получил разностороннее образование: изучал все науки, преподаваемые тогда в духовных училищах, знал несколько языков.
Был игуменом Андроникова Троицкого монастыря Черниговской епархии.
С 1737 года — игумен Домницкого Рождественского монастыря Черниговской епархии.
По описанию современника, «он украшал себя святостию, великодушием, благоговенством, ангельским житием, простосердечным нравом, добротою неисповедимою, смирением, мудростью».
25 февраля 1739 года хиротонисан во епископа Нижегородского и Алатырского.
В своей деятельности он следовал правилам своего трудолюбивого предшественника епископа Питирима и заботился о распространении духовного просвещения, занимался благоустройством Нижегородской духовной семинарии.
В мае 1740 года его постигла тяжкая болезнь, которая привела Иоанна почти к полной неподвижности. По свидетельству современника всё время управления епархией он проводил «в стенаниях, в воздыханиях, в слезах, в плачах, в рыданиях, в нестерпимой и несносной болезни даже до последнего издыхания».
1 сентября 1742 года уволен по болезни на покой в Нижегородский Печерский монастырь. Сложив с себя бремя правления, жил до самой кончины в Архиерейском доме, под покровительством преемника — Димитрия (Сеченова).
Скончался 21 января 1743 года. Погребен в Нижегородском кафедральном соборе.